# Anurogryllus abortivus
Anurogryllus abortivus är en insektsart som först beskrevs av Henri Saussure 1874.  Anurogryllus abortivus ingår i släktet Anurogryllus och familjen syrsor. Inga underarter finns listade i Catalogue of Life.